# Heinrich Christoph Kolbe
Heinrich Christoph Kolbe (Düsseldorf, 2 aprile 1771 – Düsseldorf, 16 gennaio 1836) è stato un pittore tedesco.

## Biografia
Studiò alla Kunstakademie Düsseldorf e poi si trasferì a Parigi dove visse per alcuni anni, in quel periodo lavorò con Friedrich Schlegel, collaborando ad una rivista e con François Gérard. Nel 1811 ritornò a Düsseldorf, dal 1822 diventò docente presso l'accademia d'Arte di Düsseldorf, fino al 1832 anno in cui decise di rinunciare al lavoro per dissidi con Friedrich Wilhelm von Schadow, che fu il nuovo direttore. Morì per malattia alcuni anni dopo.